# Roberto Guicciardini
Roberto Guicciardini (Firenze, 29 maggio 1933 – San Gimignano, 16 settembre 2017) è stato un regista teatrale italiano.

## Biografia
Considerato una delle figure di spicco del teatro italiano del Novecento, Guicciardini è stato regista di opera e di prosa. Apparteneva a una delle più antiche e prestigiose famiglie fiorentine ed era diretto discendente di Francesco Guicciardini.
Tra le sue ultime regie teatrali figurano Enrico IV di Luigi Pirandello, Pigmalione di George Bernard Shaw, Romolo il Grande di Friedrich Dürrenmatt, Tito Andronico (con Mariano Rigillo) e Otello, (con Sebastiano Lo Monaco e Massimiliano Vado), di William Shakespeare. Nel 2008 mette in scena, in prima italiana, per la tradizionale rassegna del dramma sacro di San Miniato, Bariona o il figlio del tuono di Jean-Paul Sartre (sempre con Sebastiano Lo Monaco e Massimiliano Vado).
Tra le opere liriche per le quali ha curato la regia, spiccano Dafni di Giuseppe Mulè nel 1991 e Der Traumgorge di Alexander von Zemlinsky nel 1995.
Nel 1968 entra nella Comunità Teatrale Emilia Romagna, dove firmerà le prime regie: Il precettore di Bertolt Brecht da Der Hofmeister di  Reinhold Lenz; Uomo-massa di Ernst Toller e La vita è sogno di Pedro Calderon de la Barca.
Nel 1969 è tra i fondatori della compagnia Gruppo della Rocca, con la quale ha messo in scena spettacoli come Perelà uomo di fumo da Il codice di Perelà di Aldo Palazzeschi e Candido da Voltaire.
Ha lavorato anche per la radio e la televisione e ha diretto il Teatro Biondo Stabile di Palermo dal 1992 al 1998.

## Prosa televisiva Rai
- Antonio e Cleopatra di William Shakespeare, regia di Roberto Guicciardini, con Giorgio Albertazzi, Elisabetta Pozzi, Anna Proclemer, Elio Marconato, Luigi Montini, Tonino Accolla, Gabriele Antonini, Gianni Galavotti, Emilio Marchesini, Stefano Oppedisano, Carla Cassola, Remo Girone, trasmessa il 27 giugno 1979.